# Nova Cerna, Silistra
Nova Cerna (în bulgară Нова Черна, în română Turcșmil) este un sat în comuna Tutrakan, regiunea Silistra, Dobrogea de Sud, Bulgaria. 
Între anii 1913-1940 a făcut parte din plasa Turtucaia a județului Durostor, România.

## Demografie
Componența etnică a satului Nova Cerna
     Bulgari (41,55%)
     Turci (23,06%)
     Romi (30,55%)
     Nicio identificare (4,82%)
La recensământul din 2011, populația satului Nova Cerna era de 1.574 locuitori. Nu există o etnie majoritară, locuitorii fiind bulgari (41,55%), romi (30,55%) și turci (23,06%). Pentru 4,82% din locuitori nu este cunoscută apartenența etnică.